# هارو-أون-ذا-هيل (محطة مترو أنفاق لندن)
هارو-أون-ذا-هيل (بالإنجليزية: Harrow-on-the-Hill)‏ هي إحدى محطات مترو أنفاق لندن. تقع على خط ميتروبوليتان أفتتحت في المنطقة (Zone) رقم 5 أفتتحت في 2 أغسطس 1880، 15 مارس 1899.